# توریو
تریو (به اسپانیایی: Torelló) یک شهرستان در اسپانیا است که در استان بارسلون واقع شده‌است.

## خصوصیات
تریو ۱۳٫۴۸ کیلومترمربع مساحت و ۱۳٬۸۰۸ نفر جمعیت دارد و ۸۶۹ متر بالاتر از سطح دریا واقع شده‌است.